# 1843

## Esdeveniments
Països Catalans
- 30 de maig - Catalunya: començant al Camp de Tarragona, s'hi esdevé una conspiració contra el govern del general Espartero en la qual participa el general Prim.[1]
- 2 de setembre - Barcelona: s'hi esdevé "la Jamància", una revolta popular contra el govern espanyol per la situació de gana i pobresa.
- 24 d'octubre − Barcelona: Bombardeig de la ciutat des del Castell de Montjuïc i la Ciutadella.
- 9 de novembre - Vallibona (els Ports): Josep Meseguer i Costa, eclesiàstic valencià (m. 1920).
- Inici de la publicació de la revista Lo Verdader Català.

Resta del món
- 23 de maig - Xile pren possessió de l'Estret de Magallanes.
- 16 d'octubre - Dublín (Irlanda): William Rowan Hamilton formula els nombres quaternions.
- 5 de novembre - Sota el pretext d'atacs a missioners francesos el 1836, la França annexiona el Tahiti.
- Isabel II d'Espanya assoleix la majoria d'edat.
- Insurrecció a Atenes, que provoca un canvi cap a la monarquia constitucional.

## Naixements
Països Catalans
- 19 de gener - Requena: Luisa Cervera Royo, escriptora i lliurepensadora valenciana (m. 1924).[2]
- 12 de febrer - València (l'Horta): Eduard Boscà i Casanovas, metge i naturalista valencià (m. 1924).
- 23 de maig - Girona, Gironès: Joaquim Vayreda i Vila, pintor català (m. 1894).[3]
- 4 de juliol - Gràcia, Barcelona: Josep Bosch i Carbonell, empresari i polític català.
- 3 d'agost - Calonge: Isabel Vilà i Pujol, mestra, considerada la primera sindicalista catalana.[4]
- 12 de setembre - Xàtiva (la Costera): Matilde Ridocci i Garcia, mestra, pedagoga i escriptora valenciana (m. 1922).[5]
- Sant Cugat Sesgarrigues, Josep Pascual militar destacat en les Guerres carlines.
- Barcelona: Eleonor Carreras Torrescasana, pintora catalana (m. 1907).[6]

Resta del món
- 29 de gener - Niles, Ohio (EUA): William McKinley, 24è president dels Estats Units (m. 1901).
- 28 de febrer - Mannheim, Alemanya: Anna Peters, pintora alemanya (m. 1926).[7]

- 15 d'abril: Henry James, escriptor i crític literari nord-americà (m. 1916).
- 10 de maig: Benito Pérez Galdós escriptor espanyol (m. 1920).[8]
- 21 de maig:
  - Louis Renault, jurista francès, Premi Nobel de la Pau en 1907 (m. 1918).[9]
  - Charles Albert Gobat, polític suís, Premi Nobel de la Pau en 1902 (m. 1914).[10]
- 6 de juny - Tübingen, Regne de Württemberg: Friedrich Hölderlin, poeta alemany (n. 1770).
- 9 de juny: Bertha von Suttner, pacifista i escriptora austríaca, premi Nobel de la Pau en 1905 (m. 1914).[11]
- 7 de juliol: Camillo Golgi, metge italià, Premi Nobel de Medicina en 1906 (m. 1926).[12]
- 15 de juny, Bergen, Noruega: Edvard Grieg, compositor i pianista noruec.[13]
- 12 de juliol, Lió: Nina de Callias, escriptora, pianista i salonniere francesa (m. 1884).[14]
- 17 de juliol: Julio Argentino Roca, militar, president de l'Argentina (1880-1886 i 1898-1904) (m. 1914).
- 20 d'agost: Sjöabol, prop de Växjö: Christina Nilsson, cantant d'òpera sueca (m. 1921).[15]
- 23 de setembre, Nova York: Emily Warren Roebling, enginyera al capdavant de la construcció del Pont de Brooklyn (m.1903).[16]
- 8 d'octubre: Stavanger: Kitty Lange Kielland, pintora paisatgista noruega (m. 1914).[17]
- 14 de novembre, París: Abel Hovelacque, antropòleg, lingüista i polític francès.
- 11 de desembre: Robert Koch, bacteriòleg alemany, Premi Nobel de Medicina en 1905 (m. 1910).
- 15 de desembre, Madrid: Francisco Silvela, polític i escriptor espanyol. Ppesident del govern entre el 1899 i el 1902. (m. 1905).
- 29 de desembre, Castell de Monrepos, Neuwied: Elisabet de Wied, reina de Romania i escriptora, de nom de ploma Carmen Sylva.[18]

- Louise Madeleine Denau, cantant francesa

## Necrològiques
- 7 de juny - Tübingen, Regne de Württemberg: Friedrich Hölderlin, poeta alemany (n. 1770).[19]
- 9 de juliol - Cambridgeport, Massachusetts (EUA): Washington Allston, pintor i escriptor nord-americà (n. 1779).[20]